# Duroia hirsuta
Duroia hirsuta  (лат.) — вид деревянистых растений рода Дуройя (Duroia) семейства Мареновые (Rubiaceae).

## Распространение
Встречаются во влажных тропических лесах Южной Америки.

## Экология
Мирмекофит — находится в симбиозе с муравьями вида Myrmelachista schumanni, при помощи которых образует чистые монотипические леса — сады дьявола.

## Синонимы
- Amaioua hirsuta Poepp.basionym
- Duroia spraguei Wernham
- Schachtia dioica H.Karst.[1]